# Max Sell
Maximilian Sell, genannt Max Sell (* 8. Januar 1893 in Kiel; † am 2. Oktober 1950 durch das Amtsgericht Kiel für tot erklärt) war ein deutscher SS-Obersturmführer und Arbeitseinsatzführer in Konzentrationslagern.

## Leben
Sell war von Beruf Kaufmann. Er nahm durchgehend am Ersten Weltkrieg teil und wurde 1919 aus dem deutschen Heer entlassen.
Sell trat Anfang November 1931 der NSDAP (Mitgliedsnummer 704.095) und Anfang April 1932 der SS (SS-Nr. 35.889) bei. Nach Beginn des Zweiten Weltkrieges wurde Sell der Waffen-SS zugewiesen. Ab Februar 1942 war er Arbeitseinsatzführer im KZ Ravensbrück und wurde von dort Ende 1942 ins KZ Auschwitz versetzt, wo er zunächst stellvertretender Arbeitseinsatzführer unter Heinrich Schwarz im Stammlager des KZ Auschwitz wurde. Im August 1943 folgte er Schwarz, der nun Schutzhaftlagerführer im Stammlager war, als Arbeitseinsatzführer nach und blieb in dieser Funktion bis Januar 1945. Sell war u. a. an Selektionen von Häftlingen beteiligt, die arbeitsunfähigen Häftlinge wurden in der Gaskammer ermordet. Er gab Zusatzrationen in Form von Alkohol und Zigaretten für die in den Krematorien tätigen SS-Männer heraus. Laut Hermann Langbein soll Sell alles getan haben, „um die Vernichtungsmaschinerie zu beschleunigen“. Sell misshandelte auch Häftlinge. Am 30. Januar 1944 wurde er mit dem Kriegsverdienstkreuz II. Klasse mit Schwertern ausgezeichnet und im selben Jahr zum SS-Obersturmführer befördert.
Nach der „Evakuierung“ des KZ Auschwitz wurde er im Februar 1945 Arbeitseinsatzführer im KZ Mittelbau-Dora. Im April 1945 verliert sich seine Spur.